# Marifé Arroyo
Marifé Arroyo, dite la Mestra (« la Maîtresse »), née à La Font de la Figuera (province de Valence, Espagne), le 17 novembre 1946 est une enseignante liée au mouvement de rénovation pédagogique des années 1970, connue comme pionnière de l'enseignement en valencien contre l'interdiction de la dictature franquiste, ce qui lui vaudra des mesures de répression.

## Biographie
Marifé Arroyo naît  à La Font de la Figuera  (province de Valence, Espagne), le 17 novembre 1946. Elle est fille d'immigrants castillans originaires de Salamanque,.
Lorsqu'elle est nommée en poste à Barx, elle connaît à peine quelques mots de valencien, elle entreprend alors de l'apprendre auprès de ses élèves, car elle considère anormal que tous les cours doivent se dérouler en castillan alors que ce n'est pas la langue maternelle de la quasi totalité d'entre eux. Elle devient ainsi l'une des premières à introduire le catalan-valencien dans les écoles publiques en 1974 et à prôner un modèle scolaire « populaire, démocratique et valencien ».  En raison de cette initiative, elle est réprimée et mutée d'office à l'école Roís de Corella de Gandia,,  dont elle finit par devenir directrice.
En 1972, elle épouse le poète d'expression catalane Josep Piera,,.
Elle prend sa retraite en 2007.
L'écrivain Víctor Gómez Labrado en fait la protagoniste du roman La mestra, publié en 1995 et qui a fait l'objet de plusieurs rééditions.
En 2007, elle reçoit le Prix d'action civique de la Fondation Carulla (ca). Le groupe de musique valencien ZOO lui rend également hommage dans la chanson «La mestra»,.
En novembre 2023 sort un film documentaire intitulé La Mestra, réalisé par Sergi Pitarch Garrido et coproduit par Ambra Llibres et Ambra Projectes Culturals, consacré à la figure de Marifé Arroyo,.